# Arsenale dei libri
Il The International Book Arsenal Festival ("Festival internazionale Arsenale del libro", in ucraino Книжковий Арсенал) è un festival letterario ucraino organizzato dal 2011 dall'Arsenale d'Arte e si svolge ogni anno in primavera. É un grandioso evento intellettuale dell'Ucraina, in cui scene letterarie, visive, teatrali e musicali si sviluppano e interagiscono sollevando le questioni importanti dell'esistenza umana, nonché società e cultura, incoraggiando una posizione proattiva di partecipanti e visitatori. In 9 anni della sua esistenza, l'Arsenale del Libro è stato visitato da oltre mezzo migliaio di scrittori, poeti, filosofi, designer, illustratori ed esperti di editoria da diversi paesi del mondo.
Nel 2019 International Publishing Industry Excellence Awards di Londra ha riconosciuto l'Arsenale del libro come il miglior festival letterario dell'anno.

## Galleria d'immagini

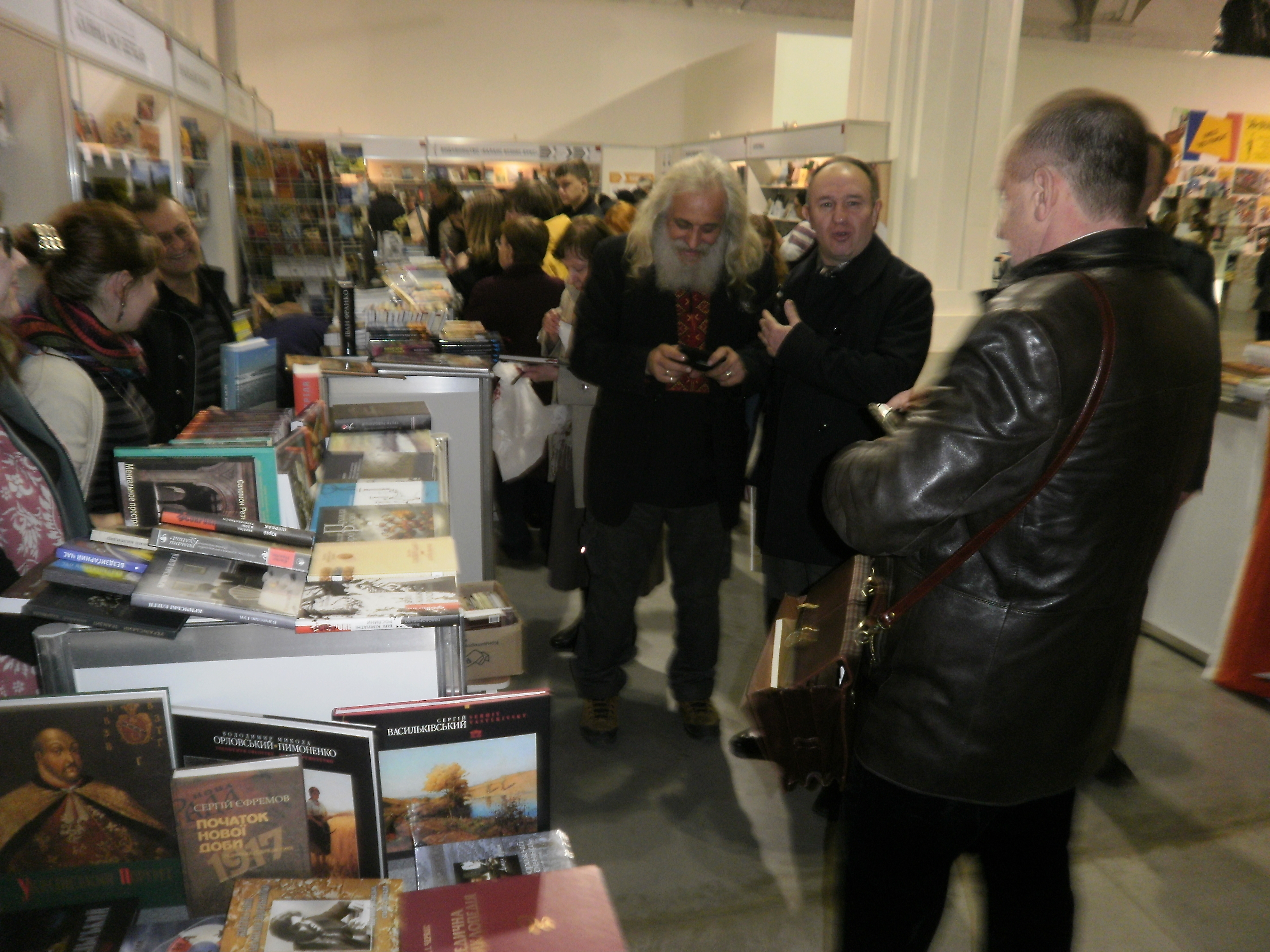